# Кузнецова, Наталья Семёновна
Кузнецова Наталья Семеновна (род. 4 апреля 1954, Днепродзержинск) — советский работник высшей школы, правовед, доктор юридических наук — 1993, профессор — 1997, академик Академии правовых наук Украины — 2000, почетный работник народного образования, 2007 — заслуженный деятель науки и техники. Почетный доктор Национальной академии наук Украины — 2009, награждена Премией имени Ярослава Мудрого — 2011.
Происходит из семьи служащих; в 1978 году окончила Киевский университет им. Т. Шевченко, юридический факультет. На формирование его как специалиста оказали влияние Геннадий и Юрий Матвеевы.
Работала претензионистом, юрисконсультом, с 1984 года — преподаватель Киевского университета.
С 1997 — член Международной ассоциации адвокатов (International Bar Association).
Её научные исследования касаются гражданского, предпринимательского и международного права. Является автором более 110 научных трудов и 5 учебников.
В 1996 году принимала участие в подготовке проекта Гражданского кодекса Украины, впоследствии — в подготовке Закона Украины «Об акционерных обществах», пакета законов о приватизации.
Академик-секретарь отделения гражданско-правовых наук Национальной академии правовых наук, с 1993 — заведующая кафедрой гражданского права Киевского национального университета им. Т. Шевченко. Вице-президент юридической фирмы «Салком», в 2010 прекратила партнерство, отдав предпочтение преподавательской работе. Входит в состав консультативно-экспертного совета Государственной комиссии по ценным бумагам и фондовому рынку, Научно-консультативного совета при Верховном Суде Украины, заместитель председателя Научно-консультативного совета Высшего хозяйственного суда Украины.
В 2009 награждена орденом «За заслуги» III степени, лауреат Государственной премии Украины в области науки и техники — 2012.
С 2012 года — в составе Конституционной ассамблеи.
Возглавляет Специализированный Ученый совет по защите докторских диссертаций Киевского университета им. Шевченко, член Специализированного Ученого совета по защите докторских диссертаций Национального юридического университета имени Ярослава Мудрого, научно-исследовательского института интеллектуальной собственности.
Входит в состав редакционных коллегий журналов «Вестник Верховного Суда Украины», «Вестник хозяйственного судопроизводства», «Интеллектуальный капитал», «Предпринимательство, хозяйство и право», «Право Украины».
Как педагог подготовила 6 докторов и более 20 кандидатов наук.
Среди работ:
- «Ответственность сторон за неисполнение и ненадлежащее исполнение договора подряда на капитальное строительство» — 1985, кандидатская работа,
- «Проблемы правового регулирование подрядных договорных отношений в инвестиционной деятельности в строительстве», 1993,
- «Подрядные договоры в инвестиционной деятельности в строительстве», 1993,
- «Реформа гражданского права в Украине. Проект Гражданского кодекса Украины», 1996, статья, соавтор,
- «Рынок ценных бумаг в Украине: правовые основы формирования и функционирования», 1998, в соавторстве,
- «Обязательственное право», 1998, в соавторстве,
- «Гражданское право Украины: в 2-х книгах», 1999, 2005, соавтор и научный редактор,
- «Право собственности», 2000, соавтор,
- «Кодификация частного (гражданского) права», 2000, соавтор,
- «Гражданский кодекс Украины: научно-практический комментарий», 2004, соавтор,
- «Комментарий к Гражданскому кодексу Украины том 2», 2005, соавтор,
- «Гражданский кодекс Украины: постатейный комментарий: В 2 ч. Ч. 1», 2005, соавтор,
- «Гражданский кодекс Украины: постатейный комментарий: В 2 ч. Ч. 2», 2006, соавтор,
- цикл научных трудов «Правовая система Украины: история, состояние и перспективы», соавторы — Битяк Юрий Прокофьевич, Воронова Лидия Константиновна, Гетман Анатолий Павлович, Голина Владимир Васильевич, Грошевой Юрий Михайлович, Комаров Вячеслав Васильевич, Онищенко Наталья Николаевна, Петришин Александр Витальевич, Погребной Алексей Алексеевич.